# Louis Couperus in den vreemde
Louis Couperus in den vreemde is een bibliografie van de vertaalde werken van de Nederlandse schrijver Louis Couperus.

## Geschiedenis
In juli 1883 debuteerde Louis Couperus (1863-1923) met een gedicht, 'Erinnering', later opgenomen in de poëziebundel Een lent van vaerzen. Tot aan zijn overlijden zou hij publiceren, maar de dichtkunst liet hij al snel achter zich. Toch waren gedichten ook onderwerp van de eerste vertalingen van Couperus. In 1887 verscheen een vertaling van het sonnet 'Indisches dolce fa niente' in het Duits, voor zover bekend de eerste vertaling van werk van Couperus. Naast vertalingen in het Duits verschenen er al snel vertalingen in het Engels en in het Frans. Zijn Engelse vertaler was vooral Alexander Teixeira de Mattos (1865-1921), zijn Duitse Else Otten (1873-1931). Duitse (25) en Engelse (19) vertalingen zijn het meest frequent, maar Couperus' werk is ook vertaald in het Arabisch, Fries, Vietnamees of het Urdu. Degene die kenner was van het vertaalde werk van Couperus was Ronald Breugelmans (1943-2010). Als bibliograaf heeft hij bibliografieën verzorgd van de vertaalde werken van Couperus.
Al in 1975 had Breugelmans aangekondigd in het voorwoord van Nagelaten werk dat hij als tweede deel een uitgave met niet gebundelde vertalingen in voorbereiding had; dat tweede deel is nooit verschenen.

### Eerste druk
In 1989 verscheen Louis Couperus in den vreemde. Een lijst van zijn afzonderlijk verschenen vertalingen, bij de Ter Lugt Pers in Leiden. In de inleiding op deze bibliografie legde Breugelmans uit hoe hij hiertoe gekomen was: al jaren was in voorbereiding het Repertorium Louis Couperus (dat uiteindelijk in 1992 zou verschijnen). Dit repertorium, een voorbereidend bibliografisch werk voor de Volledige Werken Louis Couperus, zou alleen oorspronkelijk, dus in het Nederlands verschenen werk van Couperus bevatten. Daarop besloot Breugelmans dan maar zelf zo'n lijst van vertaald werk op te stellen. Die lijst zou aanvankelijk opgenomen worden in de biografie van Couperus door Frédéric Bastet (1926-2008) uit 1987, maar de uitgever zag daar uiteindelijk vanaf. Uitgangspunt voor de bibliograaf was dat hij zich baseerde op autopsie; alle vermeende maar volgens hem niet bestaande vertalingen die hij niet onder ogen had gehad, ontbraken dus.

#### Uitgave
De uitgave werd aangekondigd middels een eenvoudige prospectus. 159 vertalingen werden beschreven in 48 pagina's met 14 illustraties. De oplage bedroeg 100 arabisch genummerde exemplaren. Daarnaast verschenen er 25 romeins genummerde exemplaren die ter beschikking van de auteur bleven. Het werk was in druk opgedragen aan Frédéric Bastet en Harry G.M. Prick (1925-2006) die respectievelijk het eerste en tweede romeins genummerde exemplaar kregen. De honderd arabisch genummerde exemplaren werden aangeboden voor ƒ 47.50 en verspreid via het veilinghuis en de boekhandel Burgersdijk & Niermans.

### Tweede druk
In 2008 verscheen een "Tweede, herziene en aangevulde druk". Deze uitgave besloeg 129 genummerde pagina's en omvatte veel meer beschrijvingen, uiteraard ook die verschenen waren na de eerste druk van de bibliografie uit 1989. Maar vooral de inleiding was veel omvangrijker: 63 pagina's. Dat kwam mede omdat er een briefwisseling Couperus-Alexander Teixeira de Mattos was opgenomen. Bovendien werd er uitvoeriger ingegaan op de Engelse, Duitse en Franse vertalers, ook al meldde Breugelmans daar bijvoorbeeld dat hij over de vertaalster Marie Luise von Wengersky (1864-1928) niet veel had kunnen vinden.

#### Uitgave
Deze uitgave verscheen in een oplage van 100 ongenummerde en XXV romeins genummerde exemplaren, waarvan de laatste bestemd waren voor de samensteller. Deze keer was de distributie in handen van de Utrechtse antiquaar André Swertz en de uitgave werd aangeboden voor € 30. Er verscheen geen prospectus.